# Il nipote picchiatello
Il nipote picchiatello (You're Never Too Young) è un film diretto da Norman Taurog. È una delle migliori pellicole di Dean Martin e Jerry Lewis. Nella parte dell'undicenne Wilbert, Lewis consacra il suo mito e si conquista il nomignolo di Picchiatello.
È il rifacimento del primo film diretto da Billy Wilder, Frutto proibito, con Jerry Lewis nella parte che era di Ginger Rogers.

## Trama
Un malvivente insegue il garzone del barbiere di un albergo entrato per caso in possesso di un grosso diamante da lui rubato. Il ragazzo, che si finge dodicenne, riuscirà alla fine ad assicurare alla giustizia il vero colpevole del furto.

## Curiosità
A partire da questo film vengono ufficializzate le voci secondo le quali ci sarebbe stato disaccordo tra i due comici; infatti Dean disertò l'anteprima del film al Brown Hotel dove una immensa folla era venuta a festeggiare il famoso duo.